# Longonjo
Longonjo és un municipi de la província de Huambo. Té una extensió de 2.915 km² i 86.795 habitants segons el cens de 2014. Comprèn les comunes de Longonjo, Lepi, Katabola i Chilata. Limita al nord amb el municipi d'Ekunha, a l'est amb el municipi de Caála, al sud amb el municipi de Caconda, i a l'oest amb els municipis de Ganda i Ukuma.